# Légcsavaros gázturbina

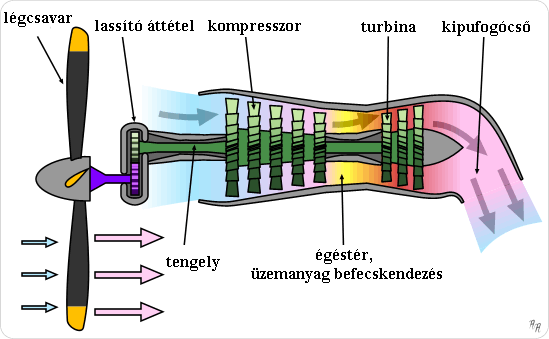
légcsavaros gázturbina felépítése

A légcsavaros gázturbina egy, a repülőgépeknél használt hajtóműtípus. Légcsavarból és gázturbinából épül fel, általában lassító áttétel (reduktor) közbeiktatásával. A légcsavaros gázturbinában az égéstérből kilépő gázsugár mozgási energiáját a kompresszort működtető turbinafokozatokon túl további turbinák beépítésével forgómozgássá alakítják át, amely a légcsavart hajtja. A gázturbinában a kompresszort és az összes turbinafokozatot egy tengelyre szerelik. A légcsavar és a gázturbina közé általában reduktort építenek be. Az összes hajtási elv közül a légcsavaros gázturbinák hatásfoka a legjobb. Főként szállító repülőgépeken, vagy kisebb utasszállító repülőgépeken alkalmazzák.

## Szerkezeti felépítés, működési elv
A légcsavar kipufogógáz-tolóerejét feláldozzák a tengely teljesítményének javára, amelyet a turbina tágulásából származó további (a kompresszor hajtásához szükséges teljesítményen túli) teljesítmény kinyerésével nyernek. A turbinarendszer további tágulása miatt a kipufogósugárban alacsony a maradék energia. Ebből adódóan a kipufogósugár a teljes tolóerő mintegy 10%-át hozza létre. Alacsony fordulatszámon a tolóerő nagyobb hányada származik a légcsavarból, nagyobb fordulatszámon a tolóerő kisebb hányada származik a légcsavarból.
A motor hatékonyabbá tételéhez fordított légáramlást használnak. A fordított áramlású turbólégcsavaros motoroknál a kompresszor szívónyílása a motor hátsó részén, a kipufogó pedig elöl helyezkedik el, csökkentve a távolságot a turbina és a légcsavar között.
A turbóventilátoros motorokban használt kis átmérőjű ventilátorokkal ellentétben a légcsavar nagy átmérőjű, ami lehetővé teszi nagy mennyiségű levegő felgyorsítását. Ez kisebb légáramlási sebességet tesz lehetővé egy adott tolóerő mellett. Mivel kis sebességnél hatékonyabb nagy mennyiségű levegőt kis mértékben felgyorsítani, mint kis levegőt nagy mértékben, az alacsony tárcsaterhelés (a tárcsaterület egységére jutó tolóerő) növeli a repülőgép energiahatékonyság, és ez csökkenti az üzemanyag felhasználást. A légcsavarok jól működnek mindaddig, amíg a repülőgép repülési sebessége elég nagy ahhoz, hogy a lapáthegyek melletti légáramlás elérje a hangsebességet. Ezen a sebességen túl a légcsavar tolóerővé alakított teljesítményének aránya drámaian csökken. Emiatt a turbólégcsavaros hajtóműveket nem használnak olyan repülőgépeken, amelyek 0,6–0,7 Mach-nál gyorsabban repülnek. A turbólégcsavaros hajtóművekhez nagyon hasonló propan hajtóművek azonban 0,75 Mach-ot megközelítő repülési sebességgel is képesek utazni. A légcsavarok hatékonyságának fenntartása érdekében a légsebesség széles tartományában a turbópropellerek állandó sebességű (változtatható osztású) légcsavarokat használnak. Az állandó sebességű légcsavar lapátjai a repülőgép sebességének növekedésével növelik a dőlésszögüket. Az ilyen típusú légcsavar másik előnye, hogy fordított tolóerő generálására is használható, hogy csökkentse a féktávolságot a kifutópályán. Ezen túlmenően a motor meghibásodása esetén a légcsavar tollasítható, így minimálisra csökkenthető a nem működő légcsavar ellenállása.

## Története
Alan Arnold Griffith 1926-ban publikált egy tanulmányt a kompresszortervezésről. A Royal Aircraft Establishment későbbi munkája során olyan axiális kompresszor alapú terveket vizsgáltak, amelyek légcsavart hajtanának meg. 1929-től Frank Whittle olyan centrifugális kompresszor alapú megoldásokon kezdett dolgozni, amelyek a motor által termelt teljes gázteljesítményt a sugárhajtáshoz használják fel.
A világ első turbólégcsavarját Jendrassik György magyar gépészmérnök tervezte. Jendrassik 1928-ban tett közzé egy turbópropaganda ötletet, és 1929. március 12-én szabadalmaztatta találmányát. 1938-ban egy kisméretű (100 LE; 74,6 kW) kísérleti gázturbinát épített. A nagyobb, 1000 lóerős előre jelzett Jendrassik Cs-1-et 1937 és 1941 között a budapesti Ganz Művekben gyártották és tesztelték. Axiális áramlású, 15 kompresszoros és 7 turbinás fokozatú, gyűrű alakú égéstérrel. Először 1940-ben futottak be, égési problémák miatt a teljesítménye 400 lóerőre korlátozódott. 1941-ben a háború miatt a motort elhagyták, és a gyárat átadták a hagyományos motorgyártásnak.
Egy Rolls-Royce RB.50 Trent egy Hucknall-i próbapadon, 1945 márciusában
A turbóprop motorok első említése a nagyközönségben a Flight brit légiközlekedési kiadvány 1944. februári számában volt, amely részletes rajzot tartalmazott arról, hogy hogyan nézhet ki egy lehetséges jövőbeli turbóprop motor. A rajz nagyon közel állt ahhoz, hogy a jövőbeli Rolls-Royce Trent hogyan fog kinézni.  Az első brit turbólégcsavaros motor a Rolls-Royce RB.50 Trent volt, egy átalakított Derwent II, reduktorral és egy Rotol 7 láb 11 hüvelykes (2,41 m) ötlapátú légcsavarral. Két Trent került a Gloster Meteor EE227-be – az egyetlen „Trent-Meteor” -ba –, amely így a világ első turbóprop-meghajtású repülőgépe lett, jóllehet egy próbapad, amelyet nem gyártásra szántak. Először 1945. szeptember 20-án repült. A Trenttel szerzett tapasztalataik alapján a Rolls-Royce kifejlesztette a Rolls-Royce Clyde-ot, az első turbólégcsavaros motort, amely katonai és polgári használatra is kapott típustanúsítványt, valamint a Dartot, amely azzá vált, a valaha épített legmegbízhatóbb turbólégcsavaros motorok közül. A Dart gyártás több mint ötven évig folytatódott. A Dart-hajtású Vickers Viscount volt az első bármilyen típusú turbólégcsavaros repülőgép, amelyet gyártásba kezdtek, és amelyet nagy számban adtak el. Ez volt az első négymotoros turbóprop. Első repülése 1948. július 16-án volt. A világ első egyhajtóműves turbólégcsavaros repülőgépe az Armstrong Siddeley Mamba motoros Boulton Paul Balliol volt, amely először 1948. március 24-én repült.
A Szovjetunió a német Junkers Motorenwerke második világháborús turbólégcsavaros előzetes tervezési munkáira épített, míg a BMW, a Heinkel-Hirth és a Daimler-Benz szintén a már meglévő terveken dolgozott. Míg a Szovjetunió rendelkezett azzal a technológiával, hogy létrehozza a Boeing B-52 Stratofortresséhez hasonló sugárhajtású stratégiai bombázó repülőgépvázát, ehelyett legyártották a Tupolev Tu-95 Bear-et, amelyet négy Kuznyecov NK-12 turbópropellel hajtott, nyolc ellentétes légcsavarral párosítva.  Forgó légcsavarok (gondolánkként kettő) szuperszonikus csúcssebességgel, hogy elérjék az 575 mph-t meghaladó maximális utazósebességet, ami gyorsabb, mint az első sugárhajtású repülőgépek többsége, és a legtöbb küldetésnél a sugárhajtású utazósebességhez hasonlítható. A Medve lesz a legsikeresebb nagy hatótávolságú harci és megfigyelő repülőgépük, és a szovjethatalom kivetülésének szimbóluma a 20. század végén. Az Egyesült Államok az 1950-es években egyes kísérleti repülőgépeken ellentétes forgó légcsavarokkal rendelkező turbólégcsavaros hajtóműveket használt, mint például az Allison T40. A T40-es meghajtású Convair R3Y Tradewind repülőhajót rövid ideig az Egyesült Államok haditengerészete üzemeltette.
Az első amerikai turbólégcsavaros motor a General Electric XT31 volt, amelyet először a kísérleti Consolidated Vultee XP-81-ben használtak. Az XP-81 1945 decemberében repült először, ez volt az első repülőgép, amely a turbóprop és a turbóhajtómű kombinációját használta. Az Allison korábbi T38-as tervezésének technológiája az Allison T56-ba fejlődött, amelyet a Lockheed Electra utasszállító repülőgép, katonai tengeri járőr változata, a P-3 Orion és a C-130 Hercules katonai szállítórepülőgép hajt.
Az első turbinahajtású, tengelyhajtású helikopter a Kaman K-225 volt, Charles Kaman K-125 szinkrongépének fejlesztése, amely 1951. december 11-én Boeing T50 turbótengelyes motort használt.

## Használata
A turbóventilátorokkal ellentétben a turbopropellerek a leghatékonyabbak 725 km/h (450 mph; 390 csomó) alatti repülési sebességnél, mivel a légcsavar (és a kipufogógáz) sugársebessége viszonylag alacsony. A modern turbólégcsavaros repülőgépek közel ugyanolyan sebességgel működnek, mint a kis regionális sugárhajtású repülőgépek, de utasonként az üzemanyag kétharmadát elégetik. Azonban a turbósugárhajtóművekhez képest (amely nagy magasságban is képes repülni a nagyobb sebesség és üzemanyag-hatékonyság érdekében) a légcsavaros repülőgépeknek kisebb a szolgálati csúcsmagassága. (!)
A Beech King Air és a Super King Air a legtöbbet szállított turbólégcsavaros üzleti repülőgépek, összesen 7300 példányban. (2018 májusában)
A dugattyús motorokhoz képest nagyobb teljesítmény-tömeg arányuk (ami rövidebb felszállást tesz lehetővé) és megbízhatóságuk ellensúlyozhatja magasabb kezdeti költségüket, karbantartásukat és üzemanyag-fogyasztásukat. Mivel távoli területeken könnyebben beszerezhető a sugárhajtómű-üzemanyag, mint az avga, az olyan turbóprop-meghajtású repülőgépeket, mint a Cessna, Caravan és a Quest, Kodiak használják bozótrepülőként.
A turbóprop hajtóműveket általában kis szubszonikus repülőgépeken használják, de a Tupolev Tu-114 elérheti a 470 kn (870 km/h, 541 mph) sebességet. A nagy katonai repülőgépek, mint például a Tupolev Tu-95, és a polgári repülőgépek, mint például a Lockheed L-188 Electra is turbólégcsavarral működnek. Az Airbus A400M-et négy Europrop TP400 hajtómű hajtja, amelyek a 11 MW (15 000 LE) Kuznetsov NK-12 után a valaha gyártott második legerősebb turbópropmotorok.
2017-ben a legelterjedtebb turbólégcsavaros repülőgépek az ATR 42/72 (950 repülőgép), Bombardier Q400 (506), De Havilland Canada Dash 8-100/200/300 (374), Beechcraft 1900 (328), de Havilland voltak. Kanada DHC-6 Twin Otter (270), Saab 340 (225). A kevésbé elterjedt és régebbi repülőgépek közé tartozik a BAe Jetstream 31, Embraer EMB 120 Brasilia, Fairchild Swearingen Metroliner, Dornier 328, Saab 2000, Xian MA60, MA600 és MA700, Fokker 27 és 50.
A turbóprop üzleti repülőgépek közé tartozik a Piper Meridian, a Socata TBM, a Pilatus PC-12, a Piaggio P.180 Avanti, a Beechcraft King Air és a Super King Air. 2017 áprilisában 14 311 üzleti turbólégcsavar volt a világflottában.

## Megbízhatóság
2012 és 2016 között az ATSB 417 eseményt figyelt meg turbólégcsavaros repülőgépekkel, évente 83-at, több mint 1,4 millió repülési órát: 2,2 esetet 10 000 óránként. Három „magas” kockázatú volt, ami a motor meghibásodását és a nem tervezett leszállást jelentette az egymotoros Cessna 208 Caravan esetében, négy „közepes” és 96 százalékos az „alacsony kockázat”. Két esetben mezőgazdasági repülőgépeknél hajtómű meghibásodás és domborzati ütközés okozta könnyű sérülést, öt esetben pedig légimunka történt: négy mezőgazdasági és egy légi mentőautó esetében.